# Lady Isabel
Lady Isabel di Thule (城戸 沙織?, Kido Saori) è uno dei personaggi principali della serie di anime e manga I Cavalieri dello zodiaco di Masami Kurumada nel 1986 per il fumetto Saint Seiya - I Cavalieri dello zodiaco. Pur apparendo in quasi tutte le opere derivate, il personaggio riveste un ruolo maggiore oltre che nella storia originale nel successivo manga di Kurumada Saint Seiya - Next Dimension - Myth of Hades, nel sequel animato Saint Seiya Ω e nello spin-off Saintia Sho.
Protagonista femminile della storia, Isabel come reincarnazione della dea Atena (女神アテナ?, Megami Athena), che combatte per la giustizia e la pace sulla Terra con i suoi Cavalieri (Cavalieri di bronzo, Cavalieri d'argento e Cavalieri d'oro).
Nella traduzione in italiano dei manga (a eccezione dell'edizione della Granata Press di quello originale nel 1992) e nel ridoppiaggio dei primi quattro film il personaggio viene indicato con il nome originale di Saori Kido. Nell'edizione originale in lingua inglese di serie in CGI e film live action il personaggio è noto come Sienna Kido.

## Creazione e concezione
Nella creazione del personaggio Kurumada utilizzò il metodo Osamu Tezuka, riprendendo in parte il personaggio di Himeko Hojo, creato per il suo precedente lavoro Fuma no Kojiro. Isabel e Himeko condividono infatti un aspetto fisico simile (con la differenza che i capelli di Himeko sono più scuri) e così come Isabel succede alla morte del nonno alla guida della sua fondazione, Himeko diventa la preside dell'Istituto Hakuoh alla morte del suo.

Una differenza sostanziale è nel fatto che Himeko si dimostra subito gentile e disponibile con Kojiro, mentre Isabel ha (almeno inizialmente e solo nel manga) un carattere capriccioso e autoritario. Inoltre Himeko è un personaggio secondario, mentre Isabel ha un'importanza estremamente rilevante all'interno della storia.
Durante un'intervista Kurumada ha dichiarato che inizialmente Isabel non sarebbe dovuta essere la dea di tutti i Cavalieri dal momento che ogni Cavaliere avrebbe dovuto avere la sua "Atena", ma cambiò idea considerando che tale concetto potesse risultare difficile da capire.

## Personaggio

### Caratteristiche e aspetto
Lady Isabel viene presentata all'inizio come la ricchissima nipote di Alman di Thule, miliardario giapponese (divenuto duca nell'edizione italiana), nonché l'uomo che ha inviato i protagonisti a recuperare le Armature di Bronzo, a cui è succeduta alla guida della Fondazione Grado, da lui creata. Solo in seguito viene svelata la sua natura di reincarnazione di Atena anche se raramente interverrà nelle battaglie a fianco dei suoi Cavalieri.
Dall'episodio 19 della serie animata scopriamo che Isabel sa suonare il piano e nel primo film la vediamo andare a cavallo.
Fisicamente Isabel si presenta come una ragazza con i capelli lunghi e lilla (castani nelle copertine del manga, descritti "blu profondo con i riflessi color cenere" nel romanzo Gigantomachia), e di nobile portamento. Gli occhi sono inizialmente scuri nella serie animata, ma a partire dagli OAV di Hades prodotti dal 2002 si è optato per un colore azzurro, come nel manga. Solitamente nella serie animata era solita apparire nelle sue vesti civili con indosso un lungo abito bianco da sera con la gonna orlata pizzo, mentre come quando appare come dea Atena indossa un chitone di seta bianca con eventuali ornamenti. Nei primi episodi della serie animata del 2012 Saint Seiya Ω Isabel indossava un vestito bianco con maniche lunghe (necessarie per nascondere le ferite di tenebra che la indebolivano) con il colletto simile a quello di un dolcevita nero e si aiutava con un bastone da passeggio. Nel manga I Cavalieri dello zodiaco - Saintia Sho: Le Sacre guerriere di Atena di Chimaki Kuori il personaggio appare per la prima volta con indosso un fuku alla marinara, oltre a fare riferimento per la prima volta al suo essere una ragazza prodigio che ha finito privatamente gli studi.
Sebbene normalmente il personaggio presenti i capelli lunghi sia in Saint Seiya - Next Dimension - Myth of Hades (sequel diretto di Kurumada) che nel film del 2014 I Cavalieri dello zodiaco: La leggenda del grande Tempio Isabel si taglia i capelli, che ora sono più corti, gesto che nel mondo dell'animazione e del fumetto giapponese viene utilizzato per sottolineare il momento in cui un personaggio femminile decide di acquistare più indipendenza.

### Personalità
Dal punto di vista caratteriale Isabel è una ragazza molto forte, pronta a dare la vita per proteggere il mondo e le persone che ama, soprattutto i suoi Cavalieri e in particolare i cinque protagonisti.
Questo le fa anche compiere atti che la portano a ferire interiormente Pegasus e i suoi compagni, dando l'impressione di considerarli un peso o inutili (come si vede nella serie di Ade o nel terzo film), poiché all'oscuro delle vere intenzioni della ragazza, che desidera sacrificare esclusivamente se stessa.

Inizialmente nel manga il personaggio è molto più freddo e distante, e i cavalieri (soprattutto Pegasus, che la chiama donna odiosa) la considerano per molto tempo una persona insensibile ed egoista, anche dopo avere scoperto che lei è la dea Atena. Solo dopo avere dato prova di essere pronta a sacrificarsi per fermare l'ambizione di Saga, Pegasus e i Cavalieri di Bronzo decideranno di seguirla. Nell'anime invece questo muro comincia a essere abbattuto molto prima, sin dallo scontro con i cavalieri neri, quando la ragazza si presenta a casa di Pegasus con una lettera di sfida da parte del Cavaliere della Fenice.
Isabel si distingue dalla maggior parte delle divinità in quanto lei non considera un'onta rinascere come essere umano (nel manga classico viene dato spazio anche al conflitto tra il suo essere Atena e il volere essere una ragazza normale) verso cui prova sentimenti d'amore profondi, sostenendo che proprio l'amore rende gli esseri umani in grado di fare dei miracoli.

## Apparizioni

### Il Grande Tempio
Quando era ancora una neonata Gemini, Cavaliere d'oro, traditore che in seguito prenderà il posto del Grande Sacerdote suo fratello uccidendolo, cercò di ucciderla, ma venne salvata da Micene di Sagitter a costo della propria vita e affidata, dallo stesso Micene, in punto di morte, ad Alman di Thule, un duca (un semplice ricchissimo miliardario giapponese nella versione originale). Crebbe così nella villa di Alman, che lei credeva essere suo nonno, trattando come suoi giocattoli i ragazzini - futuri Cavalieri - ospitati nell'orfanotrofio tenuto dalla sua famiglia; crescendo diventò più responsabile grazie anche allo spirito del nonno defunto, e proprio in suo onore organizzò la Guerra Galattica, un torneo molto desiderato dall'uomo, che morì prima di potere vedere i preparativi ultimati.
I cavalieri di bronzo furono inizialmente restii a vedere in lei l'autorità (specialmente Pegasus), ma quando scoprirono in lei la dea Atena, le giurarono eterna fedeltà, combattendo per salvare lei e la Terra in ogni occasione, contro Gemini affrontando prima i cavalieri d'argento da lui inviati come sicari, per poi recarsi al Grande Tempio per sconfiggerlo dopo avere affrontato i cavalieri d'oro alle Dodici Case dello Zodiaco.

### Asgard
Nota: questa parte è presente solo nell'anime
Poco tempo dopo la sconfitta di Gemini Isabel e i Cavalieri si trovano ad affrontare una nuova minaccia proveniente da Ilda di Polaris, celebrante del dio nordico Odino e regina della città di Asgard caduta schiava del maledetto Anello del Nibelungo, che l'ha portata a decidere di dichiarare guerra ad Atene per estendere il suo dominio a sud, provocando allo stesso tempo lo scioglimento dei ghiacci, finora impedito dalle preghiere di Hilda, di cui sceglie di prendere il posto, e mediante il suo cosmo Lady Isabel fa sì che i ghiacci (temporaneamente) smettano di sciogliersi, anche se ciò potrebbe risultarle fatale per via delle basse temperature in cui lei è sottoposta.
I cinque cavalieri di bronzo, dopo avere affrontato e sconfitto nelle gelide terre del nord i sette Cavalieri di Asgard (che non si erano accorti del cambiamento della loro regina), riescono a evocare Balmug (la sacra spada di Odino) e a liberare Hilda dal malefico Anello del Nibelungo che rendeva la donna malvagia. Hilda (ritornata buona), fa sì che i ghiacci del nord smettano di sciogliersi pregando Odino. Tutto sembra risolto, ma nel finale Lady Isabel viene rapita dal dio Nettuno (colui che ha donato il malefico anello a Hilda).

### Nettuno
Nota: l'inizio di questa parte è diverso tra anime e manga
Per fermare Nettuno, dio dei mari, (che Isabel ha scoperto avere posseduto il corpo del figlio di un amico di suo nonno che in passato le aveva chiesto di sposarlo, Julian Kedives) e il suo piano di purificare la Terra con un nuovo diluvio universale, Atena sceglie di ricevere tutta la pioggia che dovrebbe cadere sulla Terra, facendosi rinchiudere all'interno dell'immensa colonna portante dei sette mari, situata al centro del regno sottomarino di Nettuno, venendo in seguito liberata dai suoi Cavalieri dopo che essi avranno sconfitto i sette Generali di Nettuno; nel finale Lady Isabel riesce nuovamente a sigillare l'anima del dio dei mari dentro l'anfora sacra e porta tutti i cavalieri in salvo con il suo cosmo.
Nel manga la storia è simile, con la differenza che Atena si reca volontariamente da Nettuno per salvare la vita dei Cavalieri di bronzo (ricoverati in ospedale) da un suo sicario.

### Hades
Nella saga di Hades, Isabel e Dohko percepiscono che il sigillo che teneva imprigionati i 108 Spectre di Ade si è dissolto: pertanto sta per iniziare dopo 243 anni una nuova guerra sacra contro il dio dell'oltretomba. In questo frangente ritornano alla vita i cinque cavalieri d'oro (Cancer, Saga, Fish, Shura e Camus); oltre all' ex Gran sacerdote shion dell'Ariete, che all'apparenza sembrano volere la vita di Atena; in realtà i cavalieri fingono solamente di obbedire al Dio dell'oltretomba in quanto il loro vero obiettivo è di ottenere il sacrificio di Atena e ridestare l'armatura divina della dea. Isabel che ha compreso il falso tradimento dei cavalieri, si suicida dopo avere risvegliato l'ottavo senso (l'Arayashiki) in modo da potere giungere da viva nel Regno dei Morti e potere affrontare di persona il dio dell'Oltretomba, Hades, suo acerrimo nemico sin dai tempi antichi, che vuole annientare tutto il genere umano con un'eclisse di sole eterna che causerà su tutta la Terra una glaciazione che ucciderà tutti gli esseri viventi. Dopo avere attraversato gli inferi ed essere giunta alla Giudecca (quartier generale di Hades nell'oltretomba) si scontra una prima volta con lo spirito del dio, che possedeva il corpo di uno dei suoi Cavalieri, cioè Shun di Andromeda, che riuscirà a liberare grazie al suo sangue divino. Portata poi nell'Elisio dallo stesso spirito del dio dei morti viene rinchiusa nella sacra giara dell'Elisio che assorbe il suo divino sangue, ma dopo avere ricevuto la sua armatura divina da Pegasus Lady Isabel affronta di persona Hades nel suo corpo mitologico, e unendo il suo cosmo a quello dei suoi Cavalieri dentro il suo scettro di Nike trafigge a morte il dio Hades, uccidendolo e ponendo termine alle guerre sacre definitivamente e salvando così il mondo. L'inferno e Elisio scompaiono, è alla fine Atena torna nel mondo dei vivi insieme ai 5 Saint, anche sé il loro destino non è chiaro.

### Saint Seiya Next Dimension

Atena sulla copertina del 6° volume dell'edizione italiana di Saint Seiya - Next Dimension - Myth of Hades

Nel manga Saint Seiya Next Dimension, seguito ufficiale e canonico del manga classico di Saint Seiya, si scopre che Lady Isabel (Saori) e i 5 Saint sono sopravvissuti, la Dea decide di tornare indietro nel tempo per impedire che Seiya di Pegasus venga ucciso dalla maledizione causata dalla spada di Hades durante la battaglia nei Campi Elisi, e per fare ciò indossa la sua Armatura Divina e si reca insieme a Shun di Andromeda sull'Olimpo alla ricerca prima di sua sorella maggiore, la Dea della Luna Artemis, poi dal potentissimo Dio del Tempo, Chronos. Varcato il passaggio spazio-temporale aperto da Cronos, Lady Isabel si ritrova nel passato nel XVIII secolo, ma è ritornata una bambina per causa di Cronos, che con i suoi poteri divini ha ringiovanito la dea sino a renderla una neonata, dove viene salvata dal Cavaliere d'oro della Vergine Shijima dal Gran Sacerdote dell'epoca, che si è rivelato un traditore passato dalla parte di Ade e, perciò, intenzionato ad assassinarla. Isabel viene quindi portata via da Shijima, il quale però si perderà all'interno del "Labirinto degli dei", un labirinto di illusioni potentissimo evocato dal Sacerdote stesso, nel quale persino gli dei si possono perdere. Mentre si trova nel Labirinto, usando il suo cosmo divino salva Suikyo di Crateris. In seguito, vengono più volte attaccati dal Cavaliere d'oro dei Pesci Cardinale (anche lui un traditore), ma la piccola dea riesce a salvare Shijima, prendendo così le sembianze di una bambina (cominciando così a spezzare il potere di Chronos su di lei) e sconfiggendo il Cavaliere dei Pesci traditore con il suo cosmo divino per poi guarire Shijima e arrivare insieme a lui (dopo avere incontrato i cavalieri d'oro del XX secolo, mentre era finita in una distorsione spazio-temporale causata dal Labirinto) all'uscita del labirinto con il filo di Arianna. Raggiunta la 12° casa dei Pesci, Saori viene avvelenata dal serpente Samael, dotato di un veleno molto potente che la ucciderà in poco tempo; l'unico in grado di salvarla è il potentissimo Odysseus di Ofiuco, il 13° Gold Saint leggendario che preso risorgerà. Per tale motivo Shijima la prende in braccio, e si dirige alla casa dell'Ofiuco, attraversando la casa dei pesci (infestata da serpenti velenosi e piena anche di rose velenose), ma grazie anche all'aiuto di Cardinale dei Pesci (che ora crede in Atena e decide di aiutarla), riesce a superarla e poi raggiunge l'11º casa dell'Aquario dove incontra il Gold Saint dell'Acquario Mystoria e anche Hyoga di Cygnus (che è giunto dal futuro per aiutarla). Saori viene affidata a Hyoga, il quale poi raggiunge rapidamente la 10° casa dello zodiaco dove incontra Izo del Capricorno. Il predecessore di Shura del Capricorno, usando la sacra spada Excalibur inizia a colpire Hyoga, per testare la sua fedeltà per Atena, intanto l'intero Santuario è scosso da un violento terremoto. Alla fine Izo è convinto dalle capacità e dalle parole di Hyoga e lo lascia passare dalla decima casa. Giunto alla nona Casa del Sagittario, Hyoga viene attaccato e ferito dalle frecce d'oro di Gestalt, cavaliere d'oro del Sagittario del diciottesimo secolo. Ma grazie anche all'intervento prima dello spirito di Aiolos del Sagittario, poi della stessa Atena che annulla con il suo potere l'illusione mentale di Odyseous su Gestalt, lo fa ritornare dal lato del bene. Qui si viene a sapere dell'esistenza di una freccia divina, dono di Atena, la "Freccia della Dea". Gestalt permette di oltrepassare la nona casa a Saori e Hyoga, nel mentre rinasce la leggendaria casa di Ofiuco. Giunti nella gigantesca casa di Ofiuco, Saori viene rinchiusa in un involucro\barriera protettivo e curativo dall'enorme serpente d'oro custode della casa di Ofiuco, intanto Hyoga assiste alla resurrezione del leggendario Gold Saint. In seguito al Tempio di Ofiuco giunge il leggendario Asclepius che tenta più volte di uccide Saori(protetta però dai Bronze Saint). Anche Ikki di Phoenix giunto al tempio di Ofiuco, porta con sé un pugnale sacro che gli è stato donato dal Gran Sacerdote del diciottesimo secolo, con la missione di uccidere Saori, poiché si viene a sapere che il viaggio nel tempo intrapreso da Saori rischia di distruggere il mondo interno. I Saint grazie alla "freccia della dea" e ai "12 Gold Cloth" riesco a liberare Odysseus dallo spirito di Asclepius, è Saori viene guarita da Odysseus e poi si risveglia(è consapevole del rischio che il mondo sta correndo), si pugnala da sola per la salvezza di tutti, sacrificandosi. Intanto il cosmo delle due Athena(Sasha e Saori), attraverso i bracciali fioriti indossati da Seiya e Tenma, fanno scomparire la spada di Hades, salvando Seiya. Odysseus poi spiega come risolvere la critica situazione ai Saint, loro devono ritornare subito nella loro epoca insieme a Saori(che seppur ferita e ancora viva), prima che giunga la distruzione totale, è così fanno. Nel diciottesimo secolo tutto ritorna alla normalità, è Sasha e i Saint di quell'epoca danno inizio alla guerra sacra contro Hades di quell'epoca. Nel ventesimo secolo, i Saint insieme a Athena vengono convocati sull'Olimpo nel tempio di Artemide, la dea Artemide sorella maggiore di Athena vuole punire la sorella minore e i Saint(per aver fatto rischiare al mondo la distruzione totale per causa del viaggio del tempo), imprigionandoli per 100 anni nella prigionia chiamata "rocca dell'Olimpo". Però appare Apollo, il dio del Sole, fratello maggiore delle due dee, è il dio dell'olimpo con il più alto senso di giustizia e il più severo, che vuole dare una pena superiore ad Athena e i Saint, ed afferma che s'è loro padre Zeus venisse a sapere dell'accaduto, distruggerebbe tutta l'umanità. Intanto Seiya guarito dalla spada di Hades, viene a sapere dell'accaduto, è raggiunge l'olimpo, dove ringranzia Saori e gl'altri Saint per averlo salvato e poi prega Apollo di non punirli poiché dice che è colpa sua, lo stesso fa Saori. Alla fine Apollo colpisce Saori e i 5 Saint con un colpo che li teletrasporta tutti sulla Terra privi di memoria, in modo che Saori e i Saint possano vivere una vita normale come gl'altri esseri umani.
Alcuni giorni dopo, Saori passeggiando all'interno del Santuario raggiunge la nona casa del Sagittario, qui si trova davanti alla scritta sul muro del Tempio del Sagittario, l'ultimo testamento di Aiolos, qui inizia a ricordare il suo passato e recupera tutta la memoria che le era stata cancellata da Apollo. Poi lascia un mazzo di fiori vicino alla scritta, come omaggio per onorare tutti i Saint del passato che hanno combattuto per Athena.

### Saint Seiya Ω
Nella nuova serie animata Saint Seiya Ω (ambientata più di dieci anni dopo la sconfitta di Ade) Saori viene attaccata da Mars (dio del combattimento appartenente al pianeta Marte), venendo colpita dalla maledizione scagliatale da Mars che ne debilita il fisico; viene salvata dall'arrivo di Seiya, divenuto Gold Saint del Sagittario, che scontrandosi con l'avversario scompare misteriosamente insieme a lui. Si ritira in una villa su di un'isola con Shaina e il fido maggiordomo della famiglia Kido Tatsumi, per crescere e allenare un bambino di nome Kouga, che addestrato da Shaina diviene il nuovo Saint di Pegasus.
Saori ha fondato la Palestra centro di formazione e addestramento per i giovani Saint, che li prepara a eventuali minacce future.
Tredici anni dopo viene attaccata nuovamente da Mars, e anche lei scompare misteriosamente. Si scoprirà che è tenuta prigioniera proprio sul pianeta Marte (astro di cui Mars è la divinità protettrice), all'interno di un albero malefico che ne assorbe lentamente il Cosmo al fine di potere rigenerare quel mondo. I nuovi Saint per salvarla dovranno affrontare molte peripezie, sino a sconfiggere Mars e il dio Apsu (il vero nemico della storia). Si viene a sapere inoltre che tredici anni prima, durante la prima battaglia contro Mars, fu proprio Saori a sconfiggere Mars.
Nella seconda serie Saori affronterà personalmente Pallas, una dea, sua sorellastra e amica di infanzia, e riuscirà a sconfiggerla, portandola dalla parte del bene; intanto i suoi cavalieri sconfiggeranno il vero nemico di questa serie, Saturno, un dio del tempo.

### Saintia Shō
In questo manga che si svolge fra il 13º e il 14º volume del manga di Kurumada, ossia nel periodo di tempo che divide la prima e la seconda parte della storia del fumetto originale (intitolate rispettivamente The Sanctuary e The Poseidon), anche se i primi capitoli narrano fatti accaduti prima dell'inizio del manga classico; vede una giovane Saori aiutata da un gruppo particolare di Saint donne chiamate Santie (ancelle e guardie del corpo della dea), combattere contro la dea della discordia Eris, aiutata dalle sue guerriere Dryad, fino alla sconfitta di Eris che avviene alla fine del manga.
La nemica di questo manga, la dea Eris, è già apparsa nel film OAV La dea della discordia.

## Poteri
Essendo una divinità Atena è immortale, è ogni 250 anni circa si reincarna con il suo spirito nel corpo di una neonata che nel XX° secolo è Saori Kido/Lady Isabel. In quanto reincarnazione della dea Atena Lady Isabel sviluppa durante la storia diversi poteri, primo fra tutti l'immenso cosmo che emana, molto superiore a quello di qualunque cavaliere/Saint (nel manga classico/serie classica viene detto che il cosmo divino di Lady Isabel/Atena è molto più potente del cosmo di tutti è 12 i Cavalieri d'oro messi insieme, è che il cosmo di Atena può fare "miracoli").. Il suo cosmo le permette di fare molte cose incredibili come per esempio: ammansire animali selvaggi oppure di ridare le forze e guarire le persone prossime alla morte (A differenza del fratello Apollo, di Discordia e di Ade non sembra però capace di riportare in vita le persone morte). Sempre grazie al cosmo per esempio ella riesce a purificare le menti delle persone che sono state plagiate dal male. La dea può inoltre avvolgere una o più persone in bolle di energia incredibilmente resistenti, che fluttuano nell'aria e che possono viaggiare guidate dalla volontà di Atena (come mostrato nella serie classica). Con il suo cosmo ella riesce anche a potenziare e a infondere energia ai suoi Cavalieri anche se essi si trovano a grande distanza da lei (mostrato nella serie classica). Dimostra di possedere anche grandi capacità telepatiche con cui comunica con i suoi cavalieri anche se essa si trova molto lontana da loro (mostrato nella serie classica e in Next Dimension). Nel romanzo Gigantomachia mostra di potersi anche teletrasportare, viaggiando da Atene al monte Etna, e anche nel seguito Next Dimension ella utilizza il teletrasporto per raggiungere l'Olimpo. Sempre in Next Dimension utilizza il suo divino cosmo per teletrasportare i Cavalieri, oppure per guarire le ferite altrui, per creare illusioni, e anche per sconfiggere avversari. 
Sempre in Saint Seiya Next Dimension, Saori utilizza il suo cosmo divino per modificare addirittura le leggi della natura come per esempio il movimento di pianeti e stelle.
Il cosmo di Atena inoltre genera una barriere invisibile che circonda e protegge perennemente il Santuario di Atena e le 12 case dello Zodiaco.
Il suo sangue divino ha diverse proprietà divine; tra le più conosciute c'è quella che permette alle armature di evolversi fino allo stadio di God Cloth(Armature divine) e di attraversare l'Iperdimensione indenni oppure quello di scacciare/esorcizzare uno spirito dal corpo di un essere umano, come succede con lo spirito del dio Hades nel corpo di Shun (come mostrato nella serie classica).
Anche i capelli di Athena hanno un potere speciale, infatti in Next Dimension, si viene a sapere che chi beve un decotto preparato con una ciocca dei capelli di Athena, ringiovanisce all'istante e la sua vita si allunga(anche sé si è molto vecchi, si ritorna bambini). La strega Ecate che era una vecchia molto anziana dell'età di mille anni, infatti, con tale decotto ritorna subito ad essere una bambina.
Atena possiede inoltre la tecnica chiamata Misopethamenos (mezza morte), grazie alla quale permette a Doko di rallentare il battito del cuore, potendo così invecchiare più lentamente e vivere per centinaia di anni, per poi ringiovanire in caso di necessità. Atena è capace di creare sigilli per imprigionare per esempio Ade e le sue truppe e lo spirito di Poseidone (anche se di durata limitata di circa qualche secolo).
Lady Isabel inoltre possiede da viva 8°senso con cui può recarsi nell'oltretomba senza morire e senza sottostare alle leggi che governano il regno dei morti(cosa impossibile per tutte le normali anime).
Lo scettro di Nike di Atena ha vari poteri ed è un'arma letale anche per un dio. Nell'anime viene mostrato che si può trasformare in una lancia capace di trafiggere e uccidere una divinità come Ade(nel manga lo uccide senza bisogno di trasformarsi in un lancia). Lo scudo di Atena che protegge la dea invece permette di difendersi dalle altre armi divine come la spada di Hades, e in alcuni casi di curarla dalle ferite (come la freccia d'oro che l'ha colpita al cuore) nel manga classico viene detto che la luce emanata dallo scudo di Atena è persino superiore al potere dei Cavaliere d'Oro. La sua armatura la protegge e le dona nuove energie (l'armatura di Atena è una "God Cloth" ed è molto superiore anche alle 12 armature d'oro). Lo scettro di Nike simboleggia il suo dominio sulla Terra e funge da tramite per il suo cosmo, e ha il potere di uccidere anche una divinità. Nell'epoca mitologica era inoltre dotata della spada Excalibur, capace di tagliare qualsiasi cosa, che donò poi al Cavaliere del Capricorno. In Next Dimension viene mostrato che Atena nell'era mitologica aveva anche vari oggetti sacri che avevano poteri speciali. Un coppa d'argento che aveva il potere di guarire all'istante le ferite delle persone e che è diventata l'Armatura d'Argento della Coppa; una bara chiamata Omertà che ha il potere di risucchiare al suo interno qualunque criminale imprigionandolo; una freccia divina potentissima chiamata "freccia della Dea" che Atena donò al cavaliere d'oro del Sagittario nell'era mitologica.

## Precedenti incarnazioni
Una caratteristica della dea Atena in I Cavalieri dello zodiaco è il fatto che lei si reincarni periodicamente come fanciulla umana per proteggere la Terra da Ade o da altre divinità ambiziose.
Come ribadito nel manga - nella lotta contro Nettuno - lei non si impossessa di corpi altrui (come Ade, Nettuno o Discordia) ma rinasce sempre come una persona diversa, da vita a vita.

### Atena dell'era mitologica
In questo corpo Atena ha combattuto le prime guerre sacre in difesa dell'umanità contro Nettuno, Ares e successivamente Ade.
Il corpo mitologico della dea finora è comparso solo in un flashback, quando Atena dona la spada Excalibur a Capricorn. Questo corpo è disegnato in maniera uguale alla statua di Atena, con i capelli e gli occhi castani.
Nel capitolo 12 di Saint Seiya Next Dimension viene mostrata in alcune immagini l'Atena dell'era mitologica, che ha una pettinatura simile a quella della sua reincarnazione Saori, e con i colori di capelli uguali al manga.

### Sasha (Saint Seiya Next Dimension)
Dal volume 14 di Saint Seiya Next Dimension appare la reincarnazione di Atena del 18º secolo che ha il nome di Sasha. È una graziosa e gentile ragazza che viveva nella città di Firenze (Italia) ed era amica d'infanzia di Alone e Tenma. Dopo l'arrivo di Saori(Atena del 20º secolo) nel 18º secolo, Sasha è caduta in un sonno profondo a causa della grande distorsione spazio/temporale(causata dal viaggio indietro nel tempo di Saori), è da allora viene soprannominata "La principessa addormentata". Viene attaccata da alcuni Spectres di Hades inviati da Pandora per ucciderla, tra cui il potente Giulietta di Papillon, ma verrà protetta da Tenma di Pegasus che dopo un duro combattimento riuscirà a sconfiggerli. In seguito al ritorno di Saori nel futuro, Sasha si risveglia e insieme a Tenma e gli altri Saint del 18º secolo dà inizio alla guerra sacra contro Hades del suo tempo.

### Sasha
Sasha è la reincarnazione di Atena precedente a Lady Isabel, e appare nel manga spin-off non canonico Lost Canvas e nella serie televisiva da esso tratta. A differenza della sua reincarnazione Sasha è nata in Italia ed è cresciuta povera in un orfanotrofio, prima di essere adottata dal Santuario in vista della guerra contro Ade.
Quand'era all'orfanotrofio, i suoi migliori amici erano suo fratello maggiore Aron (che sarà scelto da Ade come corpo ospite) e Tenma, ossia Pegasus nella sua vita precedente. Quest'ultimo lo reincontrerà al Santuario, mentre il ragazzo si allena per diventare Cavaliere.

## Relazioni sentimentali
Lady Isabel ha instaurato con Pegasus un rapporto complesso e a volte difficile che si andrà via via stemperando nell'arco dell'intera vicenda. Nella Side Story "Il grande amore di Atena" questo aspetto viene evidenziato, mettendo in contrapposizione la sua natura di ragazza che vuole donare il suo amore al ragazzo di cui è innamorata (Isabel), e quella di dea che deve provare per tutti i suoi Cavalieri e per l'intera umanità lo stesso grado di affetto in modo da non fare favoritismi. In Next Dimension e ne Le porte del paradiso, Isabel si dimostra disposta a qualsiasi sacrificio per salvare la vita al ragazzo (seppur in condizioni differenti). Nella prima serie dell'anime la ragazza tenta di baciare Pegasus, ma questo gesto viene interrotto con la minaccia gelosa di Tisifone "Se solo t'azzardi a baciarlo Lady Isabel, io...". Al termine dell'episodio la stessa Tisifone scoprirà che Lady Isabel in realtà è la dea Atena. Pegasus rifiuta inizialmente l'autorità comportandosi in maniera indipendente e credendo che la fanciulla si interessi maggiormente della sacra armatura del sagittario che delle vite dei cavalieri. In seguito però il cavaliere comprende di essersi sbagliato e decide di rispettare l'autorità di Lady Isabel. La vera identità della fanciulla è ovviamente una sorpresa per Pegasus, come per gli altri cavalieri, e l'eroe rischierà moltissimo per salvare la sua Dea, non solo alle dodici case ma anche nell'occasione dell'attacco incrociato di Damian e Tisifone. Il rapporto speciale con Pegasus sembra avere radici antiche, poiché si dice che colui che ha colpito il Signore degli Inferi sia destinato a reincarnarsi come cavaliere di Pegasus ogni qual volta la reincarnazione di Atena faccia la sua comparsa sulla Terra. Il Cavaliere di Pegasus infatti è sempre stato accanto ad Atena nelle varie Guerre Sacre contro Ade e in Next Dimension le loro precedenti incarnazioni sono amici d'infanzia, molto uniti fra di loro. Altro ragazzo da cui Isabel è stata attratta è Freyr (una divinità di Asgard) nel secondo film, ma la cosa si ferma a un semplice scambio di sguardi. Lo stesso vale per Julian Kedives (ricettacolo del dio Nettuno) rifiutando la sua proposta di matrimonio. Con Pegasus, il rispetto reciproco e la fortissima intesa trascinata dai tempi del mito rende il loro rapporto affine e molto più profondo di qualsiasi altro personaggio presente nelle varie saghe. Con una eccezione secondaria di Micene, altro cavaliere legato al destino della Dea.

## Apparizioni in altri media
Isabel è apparsa in tutti e cinque i film tratti dalla serie, dove il suo salvataggio dal nemico di turno (Discordia, Balder, Apollo, Lucifero e Artemide) da parte di Pegasus e gli altri è il principale motore della vicenda. In Episode G, oltre ad apparire brevemente all'inizio come neonata, ha avuto una piccola apparizione in forma spirituale dove il suo cosmo (a detta di Crono) trascende il tempo per aiutare Ioria. Nel romanzo I Cavalieri dello zodiaco - Gigantomachia affronterà per un breve periodo Tifone, dio dei giganti incarnatosi per breve tempo nel corpo di Mei, figlio naturale di Alman di Thule e Cavaliere della Chioma di Berenice.
È stato annunciato che il protagonista della serie spin-off Saint Seiya Ω è il figlio adottivo di Isabel (la quale apparirà nel primo episodio).
Shoko Nakagawa ha cantato una image song del personaggio (dal titolo I'll be there) contenuta nel CD Saint Seiya Ω Song Collection.
L'immagine del personaggio è stata riprodotta in molti prodotti ufficiali tratti dalla serie (come trading cards e vari gadget come modellini action figure o poster), oltre ad apparire nei videogiochi tratti dalla serie come personaggio non giocabile (a esclusione di Saint Seiya - Brave Soldiers del 2013 dov'è possibile usarla in combattimento) e nel videogame nel 2007 Jump Ultimate Star per Nintendo DS come PG. È un personaggio giocabile anche nel videogioco Saint Seiya Soul Soldiers, dove è presente anche la sua versione OCE, cioè con i colori del manga originale.
Saori è anche un personaggio del film in CGI, I Cavalieri dello zodiaco: La leggenda del Grande Tempio.
Saori è anche un personaggio della serie in CGI original Netflix iniziata nel 2019 Knights of the Zodiac.

### Influenza in altre opere
Il personaggio di Lady Isabel è stato citato (specialmente come Atena) in vari anime come School Rumble e Hayate no Gotoku e due carte del gioco Yu-Gi-Oh! (Donna Pantera e Athena) sono ispirate a lei: la prima riprende lo scettro di Nike e lo scudo della dea, mentre la seconda l'aspetto.